# Quintus Canusius Praenestinus
Quintus Canusius Praenestinus war ein im 2. Jahrhundert n. Chr. lebender römischer Politiker.
Durch ein Militärdiplom, das auf den 13. Dezember 156 datiert ist, ist belegt, dass Praenestinus 156 zusammen mit Gaius Lusius Sparsus Suffektkonsul war; die beiden Konsuln traten ihr Amt vermutlich am 1. November des Jahres an.